# Jami Gertz
Jami Beth Gertz (ur. 28 października 1965 w Chicago) – amerykańska aktorka filmowa, telewizyjna i teatralna. Edukowała się w Maine East High School w Park Ridge, a potem studiowała dramat w New York University. Jami mieszka w Los Angeles wraz z mężem Tonym Resslerem oraz z dziećmi Oliverem, Nicholasem i Theo. Aktorka głównie znana z granych ról w filmach: Mniej niż zero (1987), Straceni chłopcy (1987), Renegaci (1989), Wysłuchaj mnie (1989), Dziewczyna z Jersey (1992) i Twister (1996).

## Wybrana filmografia
- Niekończąca się miłość (Endless Love, 1981) – Patty
- Square Pegs (1982-1983) – Muffy Tepperman
- Alphabet City (1984) – Sophia
- Szesnaście świeczek (Sixteen Candles, 1984) – Robin
- "Figiel" ("Mischief", 1985) - Rosaline
- Żywe srebro (Quicksilver, 1986) – Terri
- Na rozdrożu (Crossroads, 1986) – Frances
- Straceni chłopcy (The Lost Boys, 1987) – Star
- Mniej niż zero (Less Than Zero, 1987) – Blair
- Dwie kobiety (Zwei Frauen, 1989) – Eva Martin
- Renegaci (Renegades, 1989) – Barbara
- Sibs (1991) – Lily
- Dziewczyna z Jersey (Jersey Girl, 1992) – Toby Mastallone
- Życie jak sen (Dream On, 1994) – Jane Harnick
- Jesienna Miłość (This Can't Be Love, 1994) – Sarah
- Ostry dyżur (ER, 1994) – Dr Nina Pomerantz
- Twister (1996) – Dr. Melissa Reeves
- Ally McBeal (1997-2002) – Kimmy Bishop
- Powstrzymać przemoc (Fighting the Odds: The Marilyn Gambrell Story, 2005) – Marilyn Gambrell
- Keeping Up with the Steins (2006) – Joanne Fiedler